# Englische Cricket-Nationalmannschaft in Sri Lanka in der Saison 2000/01
Die Tour der englischen Cricket-Nationalmannschaft nach Sri Lanka in der Saison 2000/01 fand vom 5. Februar bis zum 27. März 2001 statt. Die internationale Cricket-Tour war Teil der internationalen Cricket-Saison 2000/01 und umfasste drei Test Matches und drei ODIs. England gewann die Testserie 2–1, während Sri Lanka die ODI-Serie 3–0 gewann.

## Vorgeschichte
Sri Lanka bestritt zuvor eine Tour in Neuseeland, England in Pakistan.
Das letzte Aufeinandertreffen der beiden Mannschaften bei einer Tour fand in der Saison 1998 in England statt.

## Stadien
Für die Tour wurden folgende Stadien als Austragungsorte vorgesehen.
| Stadion                                            | Stadt    | Kapazität | Spiele          |
| -------------------------------------------------- | -------- | --------- | --------------- |
| R. Premadasa Stadium (RPS)                         | Colombo  | 35.000    | 2. ODI          |
| Sinhalese Sports Club Ground (SSC)                 | Colombo  | 10.000    | 3. Test; 3. ODI |
| Rangiri Dambulla International Stadium             | Dambulla | 16.800    | 1. ODI          |
| Galle International Stadium                        | Galle    | 35.000    | 1. Test         |
| Muttiah Muralitharan International Cricket Stadium | Kandy    | 35.000    | 2. Test         |

## Kader
England benannte seine Kader am 18. Dezember 2000. 
Sri Lanka benannte seinen Test-Kader am 21. Januar und seinen ODI-Kader am 21. März 2001.
| Test | Test | ODI | ODI |
| Sri Lanka | England | Sri Lanka | England |
| --- | --- | --- | --- |
| - Sanath Jayasuriya (K) - Russel Arnold - Marvan Atapattu - Aravinda de Silva - Kumar Dharmasena - Tillakaratne Dilshan - Dilhara Fernando - Dinuka Hettiarachchi - Mahela Jayawardene - Muttiah Muralitharan - Kumar Sangakkara (wk) - Chaminda Vaas - Nuwan Zoysa | - Nasser Hussain (K) - Mike Atherton - Andy Caddick - Robert Croft - Ashley Giles - Darren Gough - Graeme Hick - Alec Stewart (wk) - Graham Thorpe - Marcus Trescothick - Michael Vaughan - Craig White | - Sanath Jayasuriya (K) - Russel Arnold - Marvan Atapattu - Indika de Saram - Kumar Dharmasena - Mahela Jayawardene - Romesh Kaluwitharana (wk) - Muttiah Muralitharan - Thilan Samaraweera - Kumar Sangakkara - Chaminda Vaas - Nuwan Zoysa | - Graham Thorpe (K) - Andy Caddick - Robert Croft - Mark Ealham - Andrew Flintoff - Ashley Giles - Darren Gough - Graeme Hick - Nick Knight - Alan Mullally - Alec Stewart (wk) - Marcus Trescothick - Michael Vaughan - Craig White |

## Tour Matches
| 5. – 6. Februar Scorecard | Moratuwa | England XI 252 (82.3) & 24-2 (7) | – | Sri Lanka Colts XI 232-8d (75.2) |
|                           |          | Remis                            |   |                                  |

| 8. – 11. Februar Scorecard | Colombo | England XI 329 (94.1) & 261-9d (76.3) | – | Sri Lanka Board President’s XI 265 (81.2) & 160 (74.2) |
|                            |         | England XI gewinnt mit 165 Runs       |   |                                                        |

| 15. – 18. Februar Scorecard | Matara | Sri Lanka Board President’s XI 253 (77.4) & 234-7 (68) | – | England XI 418-7d (160) |
|                             |        | Remis                                                  |   |                         |

| 3. März Scorecard | Kurunegala | Sri Lanka Colts XI 249-7 (50)    | – | England XI 250-2 (43.4) |
|                   |            | England XI gewinnt mit 8 Wickets |   |                         |

| 21. März Scorecard | Colombo | England XI 279 (47.4)          | – | Sri Lanka Board President’s XI 228-9 (50) |
|                    |         | England XI gewinnt mit 51 Runs |   |                                           |

## Test Matches

### Erster Test in Galle
| 22. – 26. Februar Scorecard | Galle | Sri Lanka 470-5d (170)                          | – | England 253 (132.3) & 189 (110.3) (f/o) |
|                             |       | Sri Lanka gewinnt mit einem Innings und 28 Runs |   |                                         |

### Zweiter Test in Kandy
| 7. – 11. März Scorecard | Kandy | Sri Lanka 297 (86) & 250 (89.1) | – | England 387 (157) & 161-7 (71.1) |
|                         |       | England gewinnt mit 3 Wickets   |   |                                  |

Der sri-lankische Kapitän Sanath Jayasuriya wurde auf Grund vom offenen Zeigens von abweichender Meinung (er hatte seinen Helm in eine Werbebande geworfen) zum Schiedsrichter mit einer Geldstrafe belegt und des Weiteren Spielsperren auf Bewährung verhängt. Das Wicket das zu dieser Reaktion geführt hatte, war sehr umstritten und so war dieses neben dem Dennes-Vorfall einer der Anlässe auf deren Basis das Schiedsrichterwesen reformiert wurde.

### Dritter Test in Colombo (SSC)
| 15. – 19. März Scorecard | Colombo | Sri Lanka 241 (101.1) & 81 (28.1) | – | England 249 (109.5) & 74-6 (24.3) |
|                          |         | England gewinnt mit 4 Wickets     |   |                                   |

## One-Day Internationals

### Erstes ODI in Dambulla
| 23. März Scorecard | Dambulla | England 143 (48.5)              | – | Sri Lanka 144-5 (40.5) |
|                    |          | Sri Lanka gewinnt mit 5 Wickets |   |                        |

### Zweites ODI in Colombo (RPS)
| 25. März Scorecard | Colombo | Sri Lanka 226-6 (50)          | – | England 160 (45) |
|                    |         | Sri Lanka gewinnt mit 66 Runs |   |                  |

### Drittes ODI in Colombo (SSC)
| 27. März Scorecard | Colombo | England 165-9 (50)               | – | Sri Lanka 166-0 (33.5) |
|                    |         | Sri Lanka gewinnt mit 10 Wickets |   |                        |

## Statistiken
Die folgenden Cricketstatistiken wurden bei dieser Tour erzielt.
| Tests                | Tests      | Tests   | Tests   | Tests   | Tests   | Tests   | Tests   | Tests   |
| Batting              | Batting    | Batting | Batting | Batting | Batting | Batting | Batting | Batting |
| Spieler              | Mannschaft | Spiele  | Innings | Runs    | Average | HS      | 100s    | 50s     |
| -------------------- | ---------- | ------- | ------- | ------- | ------- | ------- | ------- | ------- |
| Graham Thorpe        | England    | 3       | 6       | 269     | 67,25   | 113*    | 1       | 1       |
| Mahela Jayawardene   | Sri Lanka  | 3       | 5       | 262     | 52,40   | 101     | 1       | 2       |
| Marcus Trescothick   | England    | 3       | 6       | 248     | 41,33   | 122     | 1       | 1       |
| Marvan Atapattu      | Sri Lanka  | 3       | 5       | 219     | 54,75   | 201*    | 1       | 0       |
| Kumar Sangakkara     | Sri Lanka  | 3       | 5       | 215     | 43,00   | 95      | 0       | 2       |
| Bowling              |            |         |         |         |         |         |         |         |
| Spieler              | Mannschaft | Spiele  | Overs   | Wickets | Average | BBI     | 5W      | 10W     |
| Sanath Jayasuriya    | Sri Lanka  | 3       | 126.4   | 16      | 14,75   | 4/24    | 0       | 0       |
| Chaminda Vaas        | Sri Lanka  | 3       | 110.5   | 16      | 15,25   | 6/73    | 1       | 0       |
| Darren Gough         | England    | 3       | 82      | 14      | 19,57   | 4/50    | 0       | 0       |
| Muttiah Muralitharan | Sri Lanka  | 3       | 236     | 14      | 30,07   | 4/66    | 0       | 0       |
| Andy Caddick         | England    | 3       | 87.1    | 9       | 25,00   | 4/55    | 0       | 0       |
| Robert Croft         | England    | 3       | 111     | 9       | 28,66   | 4/56    | 0       | 0       |

| ODIs                 | ODIs       | ODIs    | ODIs    | ODIs    | ODIs    | ODIs    | ODIs    | ODIs    |
| Batting              | Batting    | Batting | Batting | Batting | Batting | Batting | Batting | Batting |
| Spieler              | Mannschaft | Spiele  | Innings | Runs    | Average | HS      | 100s    | 50s     |
| -------------------- | ---------- | ------- | ------- | ------- | ------- | ------- | ------- | ------- |
| Marvan Atapattu      | Sri Lanka  | 3       | 3       | 150     | 75,00   | 57      | 0       | 2       |
| Romesh Kaluwitharana | Sri Lanka  | 3       | 3       | 122     | 61,00   | 102*    | 1       | 0       |
| Mahela Jayawardene   | Sri Lanka  | 3       | 2       | 104     | 104,00  | 101*    | 1       | 0       |
| Alec Stewart         | England    | 3       | 3       | 90      | 30,00   | 55      | 0       | 1       |
| Graham Thorpe        | England    | 3       | 3       | 74      | 37,00   | 62*     | 0       | 1       |
| Bowling              |            |         |         |         |         |         |         |         |
| Spieler              | Mannschaft | Spiele  | Overs   | Wickets | Average | BBI     | 5W      | 10W     |
| Muttiah Muralitharan | Sri Lanka  | 3       | 28.5    | 7       | 9,85    | 4/29    | 0       | 0       |
| Chaminda Vaas        | Sri Lanka  | 3       | 25      | 5       | 12,20   | 3/13    | 0       | 0       |
| Nuwan Zoysa          | Sri Lanka  | 3       | 21      | 5       | 18,20   | 2/22    | 0       | 0       |
| Kumar Dharmasena     | Sri Lanka  | 3       | 27      | 4       | 21,00   | 2/31    | 0       | 0       |
| Andy Caddick         | England    | 2       | 18      | 3       | 26,33   | 2/42    | 0       | 0       |
| Alan Mullally        | England    | 3       | 26      | 3       | 37,00   | 2/37    | 0       | 0       |

## Player of the Series
Als Player of the Series wurden die folgenden Spieler ausgezeichnet.
| Serie | Player of the Series |
| ----- | -------------------- |
| Test  | Darren Gough         |
| ODI   | Marvan Atapattu      |

### Player of the Match
Als Player of the Match wurden die folgenden Spieler ausgezeichnet.
| Spiel   | Player of the Match  |
| ------- | -------------------- |
| 1. Test | Marvan Atapattu      |
| 2. Test | Darren Gough         |
| 3. Test | Graham Thorpe        |
| 1. ODI  | Muttiah Muralitharan |
| 2. ODI  | Mahela Jayawardene   |
| 3. ODI  | Romesh Kaluwitharana |